# Командный чемпионат Европы по международным шашкам 2013
ВосьмойКомандный чемпионат Европы по международным шашкам 2013 года прошёл с 3 по 7 апреля в Таллине (Эстония). Главный судья — Aare Harak. Соревнования проходили в Paul Keres Chess House.

## Расписание
апрель 4
тур 1 @ 10:00
рапид @ 16:00
мужчины
женщины
апрель 5
тур 2 @ 10:00
тур 3 @ 16:00
апрель 6
тур 4 @ 10:00
блиц @ 16:00 The results of Blitz tournaмужчиныt will be published here.
мужчины
женщины
апрель 7
тур 5 @ 10:00
закрытие @15:00

## Мужчины

### Классика
Золото Россия (Александр Георгиев, Муродулло Амриллаев, Айнур Шайбаков, Гетманский Александр, Юрий Черток)
 Серебро Латвия (Гунтис Валнерис, Раймонд Випулис, Роберт Мисанс)
 Бронза Украина (Артём Иванов, Юрий Аникеев, Игорь Кирзнер)

### Блиц
Золото Россия (Александр Георгиев, Муродулло Амриллаев, Айнур Шайбаков, Гетманский Александр, Иван Трофимов)
 Серебро Латвия (Гунтис Валнерис, Раймонд Випулис, Роберт Мисанс)
 Бронза Украина (Артём Иванов, Юрий Аникеев, Игорь Кирзнер)

### Рапид
Золото Латвия (Гунтис Валнерис, Раймонд Випулис, Роберт Мисанс)
 Серебро Украина (Артём Иванов, Юрий Аникеев, Игорь Кирзнер)
 Бронза Россия (Муродулло Амриллаев, Айнур Шайбаков, Гетманский Александр)

## Женщины

### Классика
Золото Украина (Ольга Балтажи, Виктория Белая)
 Серебро Беларусь (Дарья Федорович, Ольга Федорович)
 Бронза Россия (Гузель Георгиева, Айгуль Идрисова)

### Блиц
Золото Украина (Ольга Балтажи, Виктория Белая)
 Серебро Россия (Гузель Георгиева, Айгуль Идрисова)
 Бронза Беларусь (Дарья Федорович, Ольга Федорович)

### Рапид
Золото Украина (Ольга Балтажи, Виктория Белая)
 Серебро Литва (Лайма Адлите, Ромуальда Шидлаускене)
 Бронза Россия (Гузель Георгиева, Айгуль Идрисова)